# Ricongelamento
Il ricongelamento è il fenomeno dello scioglimento prodotto da un aumento di pressione. Il successivo ricongelamento è prodotto dalla riduzione della pressione.
Il fenomeno fu scoperto da Michael Faraday e si verifica in sostanze come l'acqua allo stato solido (il ghiaccio) che hanno la caratteristica di espandersi quando solidificano in quanto il punto di fusione di tali sostanze diminuisce con l'aumentare della pressione esterna.

## Esperimento del filo che attraversa il ghiaccio
Il ricongelamento può essere dimostrato collocando un filo sottile a cavallo di un cubetto di ghiaccio e mantenendolo in tensione con una massa. La pressione esercitata sul cubetto fa sciogliere il ghiaccio localmente, consentendo al filo di attraversarlo completamente. Il solco prodotto dal filo viene colmato nuovamente in quanto la pressione sovrastante torna ad essere quella atmosferica consentendo al cubetto di tornare allo stato solido anche dopo che il filo lo ha attraversato. Questo esperimento è possibile per temperature del ghiaccio non superiori a -10 °C: anche se la descrizione è valida, i dettagli del processo che consente l'attraversamento del filo sono complessi.
Il fenomeno è più evidente con materiali ad alta conducibilità termica come il rame così da permettere al calore latente di essere più facilmente trasferito dal lato superiore a quello inferiore.
Se venisse utilizzato un filo del diametro di 1 mm su un cubetto di ghiaccio largo 50 mm, l'area su cui si esercita la forza sarebbe di 50 mm2 vale a dire 50×10−6 m2. La forza (in newton) sarebbe data dalla pressione (in pascal) per l'area (in m2). Se almeno 500 atm fossero richieste per sciogliere il ghiaccio, si richiederebbe una forza di (50×106 Pa)(50×10−6 m2) = 2500 N, pari approssimativamente a un peso di 250 kg sulla Terra. In tal caso, poiché il punto di fusione del ghiaccio si abbassa di 0.0072 °C per ogni atmosfera in più applicata, lo stesso scenderebbe a −4 °C..

## Fusione superficiale

Curva di fusione del ghiaccio

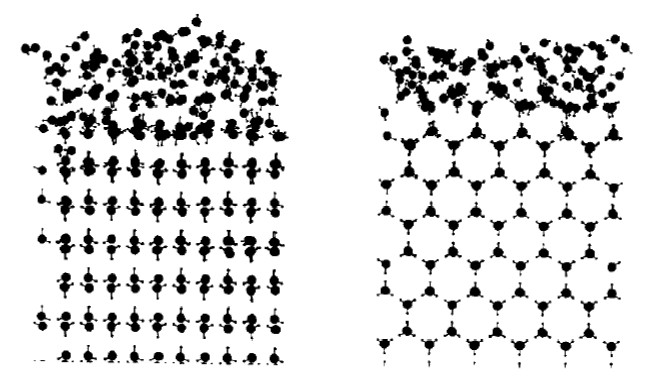
Struttura molecolare del ghiaccio in corrispondenza della superficie

Per un normale ghiaccio cristallino che si trova ben al di sotto del punto di fusione, si manifesta una diffusione degli atomi in corrispondenza della superficie. Simulazioni del ghiaccio vicino al punto di fusione mostrano che c'è un significativo scioglimento degli strati superficiali che fa venir meno la disposizione ordinata degli atomi che ci si aspetterebbe in un cristallo. La risonanza magnetica nucleare ha evidenziato la presenza di uno strato liquido sulla superficie del ghiaccio. Nel 1998, utilizzando un microscopio a forza atomica, Astrid Doppenschmidt e Hans Jurgen Butt hanno misurato lo spessore dello strato liquido, rilevando dei valori compresi tra 12 nm a -24 °C e 70 nm a -0,7 °C. Si è riscontrato che lo scioglimento superficiale ha inizio già a partire da una temperatura di -33 °C.
Lo scioglimento superficiale contribuisce a spiegare:
- Il basso coefficiente di attrito, come noto ai pattinatori
- La facilità di compattazione del ghiaccio
- L'alta adesione della superficie del ghiaccio

## Esempi di ricongelamento
- Un ghiacciaio può esercitare una pressione sulla superficie sottostante tale ad abbassare il punto di fusione del ghiaccio. Lo scioglimento del ghiaccio alla base del ghiacciaio gli consente di muoversi da quote elevate a quote più basse. Inoltre, dell'acqua liquida può fluire dalla base di un ghiacciaio verso quote più basse quando la temperatura dell'aria è sopra il punto di congelamento.
- Una palla di neve si forma dal ricongelamento delle particelle che la compongono. È risaputo che formare una palla di neve, almeno con le mani, è impossibile in presenza di freddo intenso perché in tal caso la neve risulta secca e quindi si sgretola facilmente, mancando lo strato di acqua superficiale che le conferisce aderenza.